# Donato D’Angelo
Donato D’Angelo (Petrópolis, 23 de abril de 1919 – 24 de abril de 2014) foi um médico brasileiro.
Graduado pela Faculdade Fluminense de Medicina em 1939, doutor pela Faculdade Nacional de Medicina. Foi eleito membro da Academia Nacional de Medicina em 1995, sucedendo Jesse Pandolpho Teixeira na Cadeira 29, que tem Daniel de Oliveira Barros D'Almeida como patrono.